# Гімн Кабо-Верде
Cântico da Liberdade (укр. Пісня свободи) — національний гімн Кабо-Верде. Офіційно прийнятий у 1996 році. До цього Кабо-Верде мала спільний національний гімн з Гвінеєю-Бісау. Композитором гімну є Адалберту Іжіну Тавариш Сілва, а слова до нього склав Амілкар Спенсер Лопиш.

## Текст гімну
Canta, irmão
Canta, meu irmão
Que a liberdade é hino
E o homem a certeza.
Com dignidade, enterra a semente
No pó da ilha nua;
No despenhadeiro da vida
A esperança é do tamanho do mar
Que nos abraça,
Sentinela de mares e ventos
Perseverante
Entre estrelas e o Atlântico
Entoa o Cântico da Liberdade.
Canta, irmão
Canta, meu irmão
Que a liberdade é hino
E o homem a certeza.